# Ethereum
Ethereum (Эфириум, от англ. ether [ˈiːθə] — «эфир») — криптовалюта и платформа для создания децентрализованных онлайн-сервисов на базе блокчейна (децентрализованных приложений), работающих на базе умных контрактов. Реализована как единая децентрализованная виртуальная машина. Концепт был предложен Виталиком Бутериным в конце 2013 года, сеть была запущена 30 июля 2015 года.
Ethereum изначально создавался не столько как платёжная система, сколько как база для доступного внедрения технологии блокчейна в сторонние проекты. К нему проявили интерес не только новые стартапы, но и крупные разработчики (IBM, Intel, Microsoft, Cisco, Amazon), банковские группы (Barclays, JPMorgan Chase, Citigroup, Grupo Santander, UBS, Goldman Sachs, Deutsche Bank, Crédit Agricole, DBS Bank, Банк ВТБ, Сбербанк России, ING, BNP Paribas, Intesa Sanpaolo), платёжные системы (Visa, Mastercard, PayPal), аудиторские компании (Deloitte, Ernst & Young), социальные сети (Facebook, Reddit, Instagram), авиакомпании (Lufthansa, S7 Airlines), нефтегазовая компания Shell, а также международная благотворительная организация ЮНИСЕФ. Среди держателей Ethereum в частности присутствуют: самый богатый человек в мире Илон Маск и президент США Дональд Трамп. Изобретатель и соучредитель компании Apple Стив Возняк заявил, что Ethereum может оказаться столь же влиятельным, как Apple в долгосрочной перспективе.

## Эфир
Обменные единицы Ethereum называются эфиром (англ. ether). Для обозначения используется сокращение ETH и символ в виде греческой буквы Кси Ξ.
Дробные части имеют свои названия (в скобках указано, в честь кого они названы): 1/1000 — finney (Хэл Финни), 1/106 — szabo (Ник Сабо), 1/1018 — wei (Вэй Дай).
В отличие от других криптовалют, авторы не ограничивают роль эфира платежами, а предлагают его, например, в качестве средства для обмена ресурсами или регистрации сделок с активами при помощи умных контрактов, в частности, авторы назвали эфир «криптотопливом» для исполнения умных контрактов одноранговой сетью.
На платформе Ethereum используется «газ» (англ. gas) — расчетная единица в виртуальной машине Ethereum, применяемая при расчете комиссии за транзакцию. Представляет собой сумму эфира, которую отправитель транзакции должен заплатить сети, чтобы транзакция была включена в блокчейн. Каждый тип операции, которую может выполнять виртуальная машина Ethereum, жестко запрограммирован с определённой стоимостью газа, которая должна быть примерно пропорциональна денежной стоимости ресурсов (например, вычислений и хранения), которые узел должен затратить или выделить для выполнения этой операции. Этот механизм комиссий предназначен для уменьшения нежелательного транзакционного спама, предотвращения бесконечных циклов во время выполнения контракта и обеспечения рыночного распределения сетевых ресурсов.
Эфир активно торгуется на сервисах по обмену криптовалют. Волатильность рынка криптовалют существенно влияет и на цену эфира.

## Смарт-контракты
Смарт-контракты являются основными системными блоками приложений Ethereum. Смарт-контракты оцифровывают договоренности, превращая условия в код, который автоматически выполняется, когда условия контракта соблюдены. Простейшая метафора для умного контракта — это торговый автомат, который работает похожим образом: определённый ввод гарантирует определённый вывод.
Термин «умный контракт» (англ. smart contract) придумал Ник Сабо и определил его так: «Умный контракт — это компьютеризованный протокол транзакций, который выполняет условия контракта. Общие цели разработки умного контракта заключаются в удовлетворении общих условий договора (таких как условия оплаты, залоговые права, конфиденциальность и даже исполнение), минимизации исключений, как злонамеренных, так и случайных, и минимизации необходимости в доверенных посредниках. Связанные с этим экономические цели включают снижение потерь от мошенничества, затрат на арбитраж и принудительное исполнение, а также других транзакционных издержек».
В 1994 году он написал введение в концепт, а в 1996 году — объяснение того, что умные контракты могли бы делать. Ник Сабо предвидел цифровую торговую площадку, построенную на этих автоматических и криптографически защищенных процессах. Место, в котором транзакции и бизнес-процессы смогут совершаться без проверяющих посредников, которым нужно доверять. Умные контракты в Ethereum претворили это в жизнь.
Для разработки смарт-контрактов Гэвином Вудом был создан язык программирования Solidity, позже был разработан язык программирования Vyper для решения проблем безопасности, которые были в Solidity. На сегодня есть практика использования и других систем программирования.
На платформе Ethereum смарт-контракты являются необходимым элементом для обеспечения функционирования децентрализованных проектов без контролирующих органов (децентрализованные приложения (dapps), децентрализованные финансы (DeFi), децентрализованные автономные организации (DAO), децентрализованные социальные сети, децентрализованная идентификация, децентрализованная наука (DeSci)) — именно смарт-контракты применяются для соблюдения обусловленных договоренностей. Технология блокчейна обеспечивает неизменность правил и соглашений.
Помимо сферы криптовалют, смарт-контракты могут применяться в следующих сферах: здравоохранение, кредитование, избирательная система, медиа, интернет вещей, аренда, поставки, клиринг и т. д. Они позволяют оптимизировать и ускорить множество рутинных процессов и снизить (или полностью исключить) участие посреднической стороны, что существенно уменьшает сопутствующие расходы.
Для взаимодействия смарт-контрактов с внешним миром могут использоваться «блокчейн-оракулы», которые позволяют смарт-контракту получить информацию из внешних ресурсов в понятном формате.

## История
Эфириум был первоначально описан Виталиком Бутериным в так называемой «белой книге» в конце 2013 года. Сооснователями Ethereum стали Гэвин Вуд (Gavin Wood), Чарльз Хоскинсон (Charles Hoskinson), Михай Ализе (Mihai Alisie), Энтони Ди Иорио (Anthony Di Iorio) и Джозеф Любин (Joseph Lubin). Проект сделали публичным, а к разработке подключились и другие участники.
Виталик Бутерин выбрал название «Ethereum» после просмотра списка элементов из научной фантастики в Википедии. Он заявил: «Я сразу понял, что мне это понравилось больше, чем все другие альтернативы, которые я видел; я полагаю, что выбрал этот вариант потому, что он звучал красиво и в нём было слово „эфир“, относящееся к гипотетической невидимой среде, которая пронизывает Вселенную и позволяет свету путешествовать».
В начале 2014 года команда основала компанию Ethereum Switzerland GmbH в Швейцарии. Бутерин обосновал такой выбор тем, что в Швейцарии либеральные законы по отношению к криптовалютам и много потенциальных заказчиков. В этом же году Бутерин публично анонсировал Ethereum на конференции в Майами.
В апреле 2014 года Ethereum был формально описан Гэвином Вудом в так называемой «жёлтой книге», а неформально его называли «следующим поколением Биткойна» (или «Биткойн 2.0»).
Во второй половине 2014-го было объявлено первичное публичное предложение в качестве краудфандингового сбора средств на разработку. Собрали 31 591 биткойн, что на тот момент было эквивалентно 18 439 086 долларам. Первый блок Ethereum был сформирован 20 июля 2015 года. Награда составила 72 009 995 Ether, которые были розданы на 8903 адреса. Подписчики получили 60 102 216 эфиров. А собственно блокчейн-платформа была запущена 30 июля 2015 года. После этого проект привлёк внимание многих банков как испытательная платформа для изучения умных контрактов.
Первоначально команда ограничила обмен эфира только на биткойны. В первой версии был установлен лимит эфира в размере 5000, через несколько дней после запуска лимит был снят. Подразумевалось, что лимит даст дополнительное время майнерам и первым пользователям для установки клиентов.
В 2020 году Камилой Руссо была написана книга о создании Ethereum «Бесконечная машина» (англ. «The Infinite Machine»). The Wall Street Journal назвал книгу Руссо «лучшим введением в мир Ethereum», а Bloomberg Businessweek рекомендовал её в числе 49 самых увлекательных книг в 2021 году. В 2022 году объявлено, что кинокомпания Ридли Скотта Scott Free Productions займется экранизацией книги «Бесконечная машина». В 2024 году вышел документальный фильм «Виталик: история Эфириума».
В 2023 году журнал Fortune поставил Ethereum на первое место в категории протоколов рейтинга «Crypto 40».

### История апгрейдов
Первоначальная альфа-версия блокчейна Ethereum называлась Frontier. В ней разработчики не гарантировали безопасности.
Первая модернизация блокчейна Ethereum состоялась 14 мая 2016 года на высоте блока 1 150 000. Новую версию протокола назвали Homestead. Обновление устранило из сети контракты Canary.
Было объявлено, что защита сети на основе майнинга планируется только на начальном этапе с дальнейшим переходом только на proof-of-stake с гибридной моделью на промежуточном этапе. При этом защитой от применения для майнинга специализированных процессоров (ASIC) стали высокие требования к видеопамяти (GPU) — на июль 2017 года требовалось 2,04 Гб, на декабрь 2021 года требуется примерно 4,5 Гб видеопамяти.
Обновление Byzantium стало началом перехода к методу Proof of Stake.
Запуск Constantinople состоялся 28 февраля 2019 года и подготовил сеть к переходу на PoS-протокол Casper и отмену прежней модели майнинга, которая состоялась в первом квартале 2019 года.
Следующая модернизация Istanbul была запланирована на блоке 9069000 (предполагалось, что это произойдёт 4 декабря 2019 года), однако в итоге обновление было активировано в основной сети Ethereum 8 декабря 2019 года. Среди основных задач Istanbul было обеспечение совместимости блокчейна Ethereum с анонимной криптовалютой Zcash и повышение масштабируемости сети благодаря протоколам доказательства с нулевым разглашением SNARKs и STARKs. Кроме того, обновление затруднило проведение DoS-атак на сеть за счёт изменения стоимости эфира на запуск операционных кодов.
В декабре 2020 года разработчики запустили сигнальную сеть Beacon Chain. Этот блокчейн на алгоритме PoS практически два года работал параллельно с основной сетью Ethereum, однако в нём не происходило никакой экономической активности кроме стейкинга криптовалюты ETH.
2 января 2020 года вышло обновление Muir Glacier.
В 2021 году было проведено два обновления сети. Первым был Berlin, реализованный 14 апреля 2021 года. Вторым был London, вступивший в силу 5 августа. Обновление London включало предложение по улучшению Ethereum («EIP») 1559, механизм снижения волатильности комиссий за транзакции. Этот механизм приводит к тому, что часть эфира, уплаченного в качестве комиссии за транзакцию за каждый блок, уничтожается, а не передается майнеру, что снижает уровень инфляции эфира и может привести к периодам дефляции.
Следующие обновления Arrow Glacier и Gray Glacier были сделаны, чтобы дать разработчикам больше времени для перехода Ethereum на алгоритм Proof-of-stake.
В июле 2022 года Виталик Бутерин представил стратегию дальнейшего развития Ethereum.
15 сентября 2022 года разработчики активировали масштабное обновление The Merge («Слияние») в основной сети Ethereum. Блокчейн успешно перевели на алгоритм консенсуса Proof-of-Stake (PoS), при котором очередной блок формирует один из валидаторов — пользователей, «заморозивших» на счёте не менее 32 ETH, — без использования энергозатратного майнинга. В результате ожидается, что суммарное энергопотребление сети Ethereum снизится на 99 %, экономия будет эквивалентна потреблению электричества в Финляндии.
В ноябре 2022 года Виталик Бутерин опубликовал в Твиттере обновлённую дорожную карту Ethereum. Она включает такие этапы, как:
- The Merge («Слияние») — слияние уровня исполнения Ethereum (основной сети, работавшей с момента её запуска 30 июля 2015 года) с новым уровнем консенсуса — Beacon Chain. Обновление убрало потребность в энергоемком майнинге. Майнеров сменили валидаторы. Валидаторы ответственны за хранение данных, обработку транзакций и добавление блоков в блокчейн.
- The Surge («Всплеск») — обновление, которое должно решить проблему масштабируемости и увеличить пропускную способность сети до 100 тыс. транзакций в секунду.
- The Scourge («Бич») — этап, добавленный для решения вопроса излишней централизации и проблемы цензурирования транзакций[96].
- The Verge («Грань») — будут представлены деревья Веркла. Как пояснил Бутерин, они выполняют аналогичную с деревьями Меркла функцию — агрегируют все транзакции в блоке и производят доказательство в контексте всего набора данных для пользователя, желающего проверить их подлинность. Ключевое свойство деревьев Веркла заключается в том, что они гораздо более эффективны в отношении размера доказательств[97][98]. Также планируют упростить верификацию блоков и добавить поддержку ZK-STARKs[99].
- The Purge («Чистка») — призван сократить объём данных, необходимых валидатору для хранения. Такой подход уменьшит требования к «железу» участников сети и повысит общую эффективность работы системы.
- The Splurge («Сплав») — представляет собой серию мелких обновлений, которые должны обеспечить бесперебойную работу сети после предыдущих шагов и упростить использование системы[100].

12 апреля 2023 года разработчики Ethereum активировали обновления Shanghai и Capella. Пользователи получили возможность вывести криптовалюту из стейкинга.
13 марта 2024 года разработчики Ethereum активировали обновления Cancun и Deneb. Ключевой компонент обновления — функция Proto-Danksharding, которая предназначена для масштабирования блокчейна путем создания нового типа транзакций для больших массивов двоичных данных (BLOB). Главной целью Dencun было снижение комиссий для L2-решений, особенно на базе технологии Rollups. Плата за газ во внедривших EIP-4844 сетях второго уровня сократилась в несколько раз.
7 мая 2025 года разработчики Ethereum активировали обновления Prague и Electra. Pectra включает серию улучшений, направленных на повышение удобства и эффективности Ethereum. Масштабный апгрейд содержит 11 ключевых EIP. Одно из важных нововведений — добавление функциональности смарт-контрактов в кошельки, что упрощает их использование и восстановление.

### The DAO и ответвление цепочки блоков
Меньше чем через год после запуска, весной 2016 года платформа Ethereum всё ещё считалась полем для рискованных экспериментов, но стремительно набирала популярность среди стартапов. Одним из них был блокчейн-проект платформы для автономного управления инвестиционным капиталом The DAO.
30 апреля авторы The DAO объявили о сборе средств на запуск сервиса. В профильных СМИ проект описывали как «амбициозную экономическую организацию, которая предлагает полную прозрачность, беспрецедентную гибкость и автономное управление с использованием блокчейна». К 21 мая проект собрал 154 миллиона долларов и больше 12 миллионов эфиров (50 миллионов долларов по тогдашнему курсу), хотя рассчитывали собрать только 5 миллионов долларов. Блокчейн-защита Ethereum казалась авторам надёжной, и со дня на день они собирались вложить деньги в продолжение разработки.
В июне 2016 года была обнаружена ошибка в программном коде The DAO. 16 июня эта уязвимость позволила неизвестным переместить около одной трети эфиров, имевшегося у The DAO (на сумму 50 миллионов долларов США), в одну из веток (ChildDAO), контроль над которой был только у атакующей стороны. Около шести часов авторы проекта пытались перекрыть дыру в системе: они просто не могли зайти в свой профиль. Однако благодаря особенности реализации The DAO эти средства были недоступны для вывода в течение месяца.
Репутация The DAO и Ethereum оказалась подорванной. Децентрализованная система, которая считалась столь защищённой, позволила злоумышленнику украсть огромную сумму, и не было предложений, как её вернуть. Курс эфириума стремительно падал: за пару дней цена опустилась с 22 до 12 долларов.
Руководство The DAO привлекло к расследованию отделения ФБР в Нью-Йорке и Бостоне, но спецслужбы не сумели найти злоумышленника. Хакера искали участники сообщества Ethereum, но и они не сумели разыскать вора. Единственное предположение о хакере, которое удалось сделать, — он действовал не в одиночку, а в составе группы из Швейцарии. Сам же злоумышленник опубликовал открытое письмо, где заявил, что действовал в рамках правил сервиса и ничего не нарушил.
Через месяц, 20 июля 2016 года, рассматривались два варианта решения проблемы, один из которых предложил Бутерин: воспользоваться методом «софт-форка» — заморозки всех украденных средств с последующим откатом блокчейна до момента взлома.
Сообщество Ethereum обсуждало, следует ли вернуть эфир инвесторам и каким именно способом осуществить возврат, а разработчики The DAO из Германии пытались ответно атаковать хакера, поскольку децентрализованный характер The DAO и Ethereum означает отсутствие центрального органа, который мог бы предпринять административное действие, и требует согласия пользователей. После обсуждения в течение нескольких недель 20 июля 2016 года в Ethereum был произведён хардфорк (разделение цепочки блоков на две ветки, каждая из которых начала самостоятельное развитие), чтобы отменить взлом и вернуть инвесторам средства, похищенные у The DAO, что стало первым подобным событием.
Образовалось 2 цепочки. В одной взлома никогда не происходило, а украденные эфиры остались на прежних счетах. В другой — взлом произошёл. Хитрость заключалась в том, что «взломанная» версия должна была исчезнуть после выхода обновления системы. Но когда разделение завершилось, авторы столкнулись с новой проблемой — сообщество распалось на два лагеря: одни смирились с появлением второй ветки, а другие заявили, что она нарушает стандарты децентрализации и собственно концепции блокчейна.
Эта идеологическая война привела к тому, что часть участников сообщества продолжила майнить в первоначальной ветке, где взлом произошёл. Вскоре она набрала слишком большую ценность, чтобы её просто удалить, и группа добровольцев под предводительством человека под псевдонимом Arvicco создала Ethereum Classic, который продолжает работать как проект «The DAO». На середину 2017 года цена токена составляла примерно 19 долларов, а цена обновлённого Ethereum, где взлома не происходило — около 300 долларов.

## Использование
Ethereum — это криптовалюта, но её «умные контракты» могут использоваться в различных финансовых областях. О своём интересе к платформе заявили различные организации, включая Microsoft, IBM, JPMorgan Chase. Bloomberg Businessweek утверждает, что распределённое программное обеспечение Ethereum может быть использовано всеми, кому нужна защита от несанкционированного вмешательства. «Вы можете спокойно делать бизнес с кем-то, кого вы не знаете, потому что условия прописаны в умном контракте, встроенном в блокчейн».
По данным Нью-Йорк Таймс, к марту 2016 года были уже десятки функционирующих приложений, построенных на платформе Ethereum. Обновляющийся список и рейтинг приложений на Ethereum можно смотреть например на сайте DappRadar.com.
Общий объём транзакций за 2021 год на платформе Ethereum был эквивалентен 11,6 трлн долларов. Это больше, чем у Visa, и более чем в два раза превышает оборот Bitcoin.

### В России
В 2016 Виталик Бутерин рассказывал, что в России компания стремилась популяризовать технологию блокчейна, простимулировать российские софтверные компании — «Acronis», «Лабораторию Касперского», «Яндекс» и другие — чтобы в будущие версии продуктов они закладывали поддержку Ethereum. Кроме этого, Бутерин рассчитывал простимулировать развитие российских сообществ разработчиков, чтобы небольшие стартапы активнее интересовались блокчейном.
В 2016 году Сбербанк объявил, что впервые применил функции платформы Ethereum для выдачи доверенности и работы со счётом на её основании. Руководитель государственного банка Герман Греф и глава Центрального банка Эльвира Набиуллина положительно отзывались о возможностях блокчейна и Ethereum.
В мае 2016 года стало известно, что Ethereum планирует открыть центр исследования технологий блокчейн в инновационном центре «Сколково», который поддерживает научные разработки по энергетике, энергоэффективности, космосу, биомедицине, ядерным и компьютерным технологиям.
5 октября 2016 года ЦБ РФ объявил о запуске платформы «Мастерчейн», предназначенной для обмена информацией между участниками финансового рынка. По признанию участников организованного ЦБ консорциума российских банков, разработавшего этот продукт, технологии «Мастерчейн» основаны на протоколах Ethereum. Исследование технологии проводили вместе с представителями Сбербанка, банка «Открытие», «Альфа-банка», банка «Тинькофф» и QIWI.
В сентябре 2016 года Герман Греф утверждал, что масштабное применение технологии начнётся не раньше конца 2017 или начала 2018 года.
В феврале 2017 года сообщалось о планах власти Москвы использовать блокчейн в голосованиях «Активного гражданина», однако в Госдуме посчитали, что на сегодняшний день использование нейросетей и блокчейна для контроля на выборах не сможет соответствовать стандартам безопасности.
В апреле 2017 года стало известно о планах правительства использовать блокчейн и машинное обучение при разработке законов, а в мае Бутерин заявил, что у технологии блокчейна есть перспективы в России, и что она поможет в борьбе с коррупцией.
3 июня 2017 года основатель Ethereum обсудил возможности блокчейна с Владимиром Путиным.
В августе 2017 года Ethereum Foundation Виталика Бутерина и глава «Внешэкономбанка» Сергей Горьков подписали соглашение о партнёрстве, включающее совместную подготовку специалистов в сфере блокчейна. Программы обучения будут реализованы на базе центра компетенций по блокчейну, о создании которого Внешэкономбанк, Ethereum и майнинговая компания Bitfury договорились в июне 2017 года.
В октябре 2017 года Сбербанк вступил в некоммерческий альянс Enterprise Ethereum Alliance, став первым российским банком в его составе.
В 2019 году Центральный Банк России совместно с Росреестром, Минцифрой и Дом.рф начали разработку цифровой ипотеки на основе блокчейна Ethereum.

## Критика
В 2017 году Изабелла Каминска, редактор FT Alphaville, отметила, что умные контракты позволили создавать новые варианты финансовых пирамид, которые сложнее распознать и не получается привлечь к ответственности организаторов. Даже после того, как становится ясным, что это пирамида, умные контракты продолжают работать и требовать исполнения, нет инструмента для их блокирования или отмены. Публикация была основана на статье из Университета Кальяри.
Как и другие криптовалюты на алгоритме Proof-of-work, Ethereum подвергался критике за очень высокий «углеродный след». Эфириум потреблял более 100 ТВтч в год — больше, чем годовое потребление электроэнергии Нидерландами; генерация такого количества энергии сопряжена с выбросами от 50 до 60 миллионов тонн диоксида углерода в год, что почти в два раза больше, чем на крупнейшей в Европе угольной электростанции.
Разработчики Эфириум перешли на систему доказательства доли владения (proof-of-stake), что снизило более чем на 99 % энергозатраты, необходимые для работы системы.
Разработчики криптовалюты Ethereum запустили новую модель, в которой не потребуется участия майнеров.